# Different Stages
A Different Stages a kanadai Rush együttes negyedik koncertalbuma (összességében a huszadik nagylemeze), amely 1998 novemberében jelent meg az Atlantic Records gondozásában. A háromlemezes album első két korongján hallható koncertfelvételt nagyrészt 1997. június 14-én rögzítették az Egyesült Államokban, a Test for Echo album turnéján, a Chicago külvárosában, Tinley Parkban tartott fellépésükön. Három dal ugyanennek a turnénak más állomásairól származik, illetve másik három szám az 1994 tavaszán futott Counterparts-turnéról került a lemezre. Az album harmadik korongján egy 1978-as koncertfelvétel hallható, melyet az A Farewell to Kings nagylemez turnéján rögzítettek a londoni Hammersmith Odeonban.
Az albumot Neil Peart dobos 1997-ben egy autóbalesetben meghalt 19 éves lányának, és 1998-ban rákban elhunyt feleségének ajánlotta az együttes. Neil Peart személyes tragédija miatt ebben az időben úgy tűnt, hogy a Different Stages lesz a Rush utolsó kiadványa. Az album három hét alatt aranylemez lett az Egyesült Államokban, Kanadában pedig platina. A Billboard 200-as albumlistáján a 35. helyig jutott.
Ez az egyetlen Rush-koncertalbum, amelyen teljes egészében szerepel a hattételes 2112 dal.

## Az album dalai

### CD 1
A felvétel 1997. június 14-én készült Tinley Parkban, a World Amphitheaterben, kivéve a jelzett daloknál.
1. Dreamline – 5:34
2. Limelight – 4:32
3. Driven – 5:16
4. Bravado – 6:23 (1994. április 30., Philadelphia)
5. Animate – 6:29
6. Show Don't Tell – 5:29 (1994. február 27., Miami)
7. The Trees – 5:28 (1997. május 24., Dallas)
8. Nobody's Hero – 5:01
9. Closer to the Heart – 5:13
10. 2112: Overture – 4:35
11. 2112: The Temples of Syrinx – 2:22
12. 2112: Discovery – 4:19
13. 2112: Presentation – 3:42
14. 2112: Oracle – 1:51
15. 2112: Soliloquy – 2:10
16. 2112: Grand Finale – 2:37

*A 2112 felvétele: 1997. június 23., Mansfield, Massachusetts

### CD 2
A felvétel 1997. június 14-én készült Tinley Parkban, a World Amphitheaterben, kivéve a jelzett daloknál.
1. Test for Echo – 6:15
2. The Analog Kid – 5:14 (1994. március 22., Auburn Hills, Michigan)
3. Freewill – 5:36
4. Roll the Bones – 5:58
5. Stick It Out – 4:42
6. Resist – 4:27 (1997. július 2., Toronto)
7. Leave That Thing Alone – 4:46 (1997. június 23., Mansfield, Massachusetts)
8. The Rhythm Method - 1997 – 8:19
9. Natural Science – 8:05
10. Force Ten*
11. The Spirit of Radio – 4:47
12. Tom Sawyer – 5:18
13. YYZ – 5:25

*csak a japán kiadáson szerepel

### CD 3
A felvétel 1978. február 20-án készült Londonban, a Hammersmith Odeonban.
1. Bastille Day – 5:07
2. By-Tor & The Snow Dog – 4:59
3. Xanadu – 12:32
4. A Farewell to Kings – 5:53
5. Something for Nothing – 4:01
6. Cygnus X-1 – 10:23
7. Anthem – 4:47
8. Working Man – 4:00
9. Fly by Night – 2:04
10. In the Mood – 3:34
11. Cinderella Man – 5:09

## Közreműködők
- Geddy Lee – ének, basszusgitár, szintetizátor
- Alex Lifeson – elektromos gitár, akusztikus gitár
- Neil Peart – dobok, ütőhangszerek